# Чубарев Денис Миколайович
Дени́с Микола́йович Чубарев — молодший лейтенант Збройних сил України, учасник російсько-української війни, що відзначився у ході російського вторгнення в Україну. Герой України (2024).

## Життєпис
Під час російського вторгнення в Україну служить командиром мінометної батареї Збройних сил України. У боях неодноразово продемонстрував вміння ретельно спланувати й побудувати щільну оборону, яка дає змогу чинити опір з використанням 82-міліметрових мінометів.

## Нагороди
- Звання Герой України з врученням ордена «Золота Зірка» (23 лютого 2024) — за особисту мужність і героїзм, виявлені у захисті державного суверенітету та територіальної цілісності України, самовіддане служіння Українському народові[2].